# Église Saint-Quentin de Luc-sur-Mer
Pour les articles homonymes, voir Église Saint-Quentin.
L'église Saint-Quentin est une église catholique située à Luc-sur-Mer, en France.

## Localisation
L'église est située dans le département français du Calvados, sur la commune de Luc-sur-Mer.

## Historique
« L’église existe depuis la première moitié du XIe siècle. Seule la tour clocher a subsisté de l’église romane. Un second niveau, du XIIIe siècle, est gothique », explique Pascal Lamy.
Le clocher est classé au titre des monuments historiques le 12 juillet 1886.
Des travaux de rénovation du clocher sont prévus pour 2025.[réf. nécessaire]

## Photographies

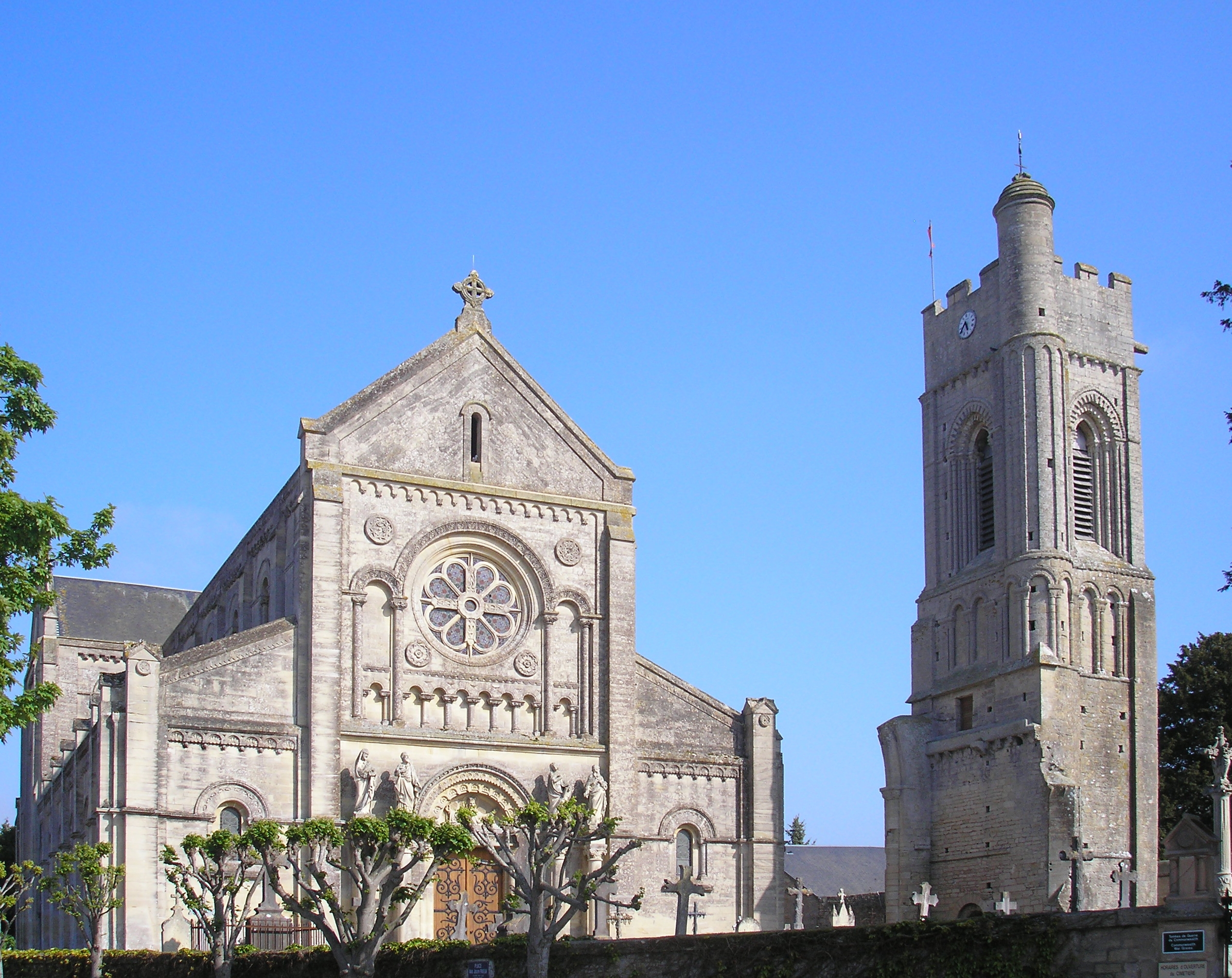
L'église Saint-Quentin.
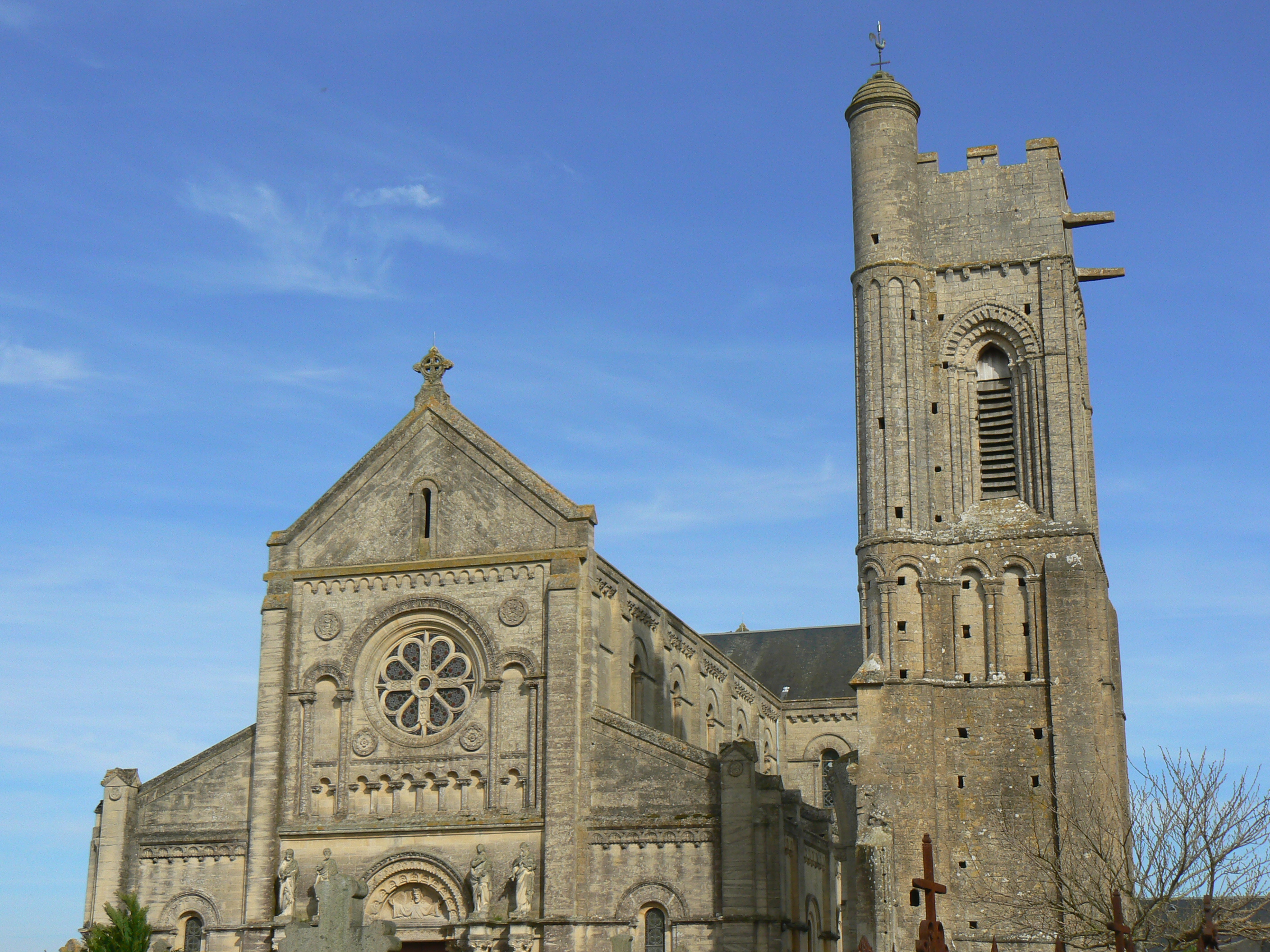
L'église Saint-Quentin.
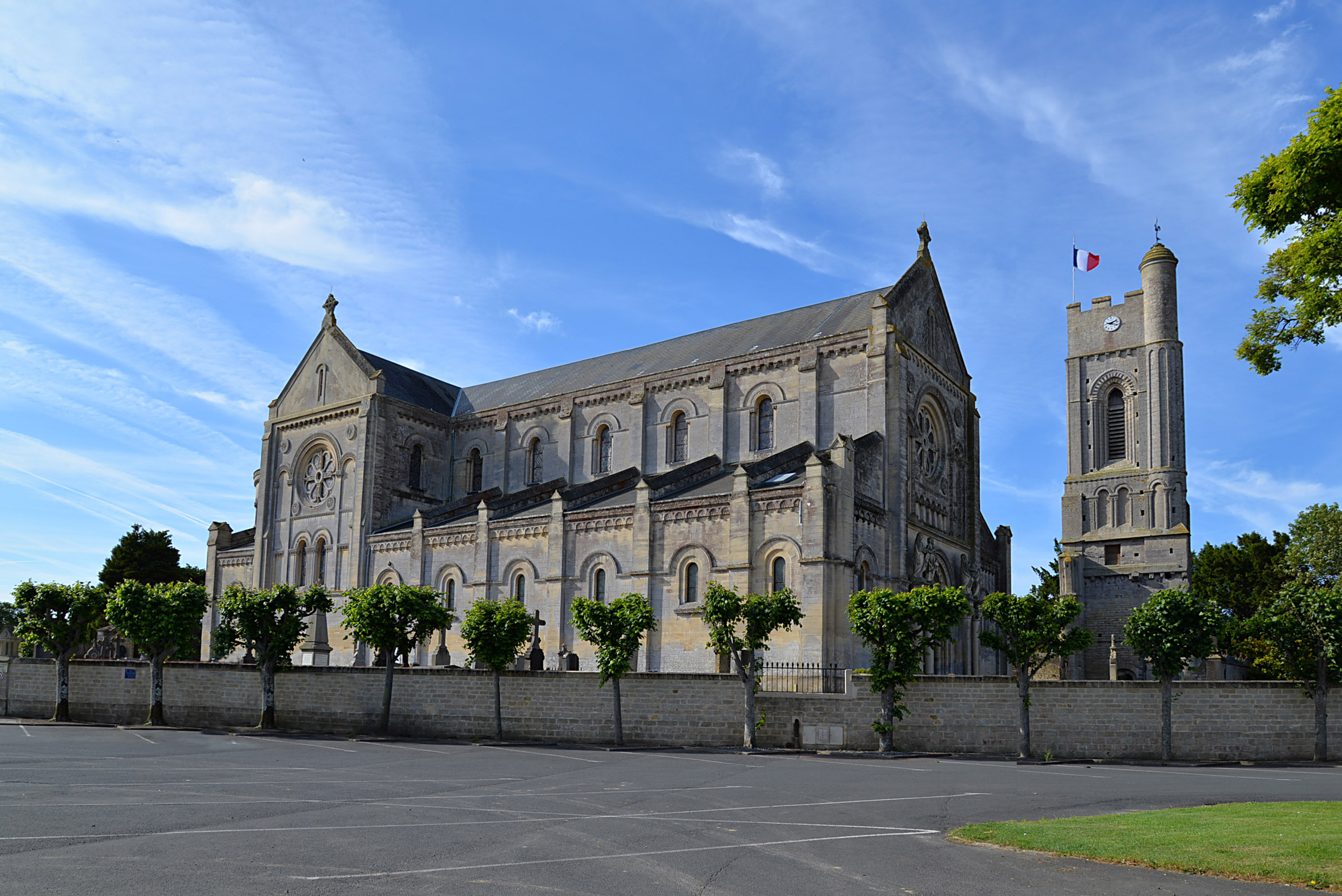
L'église Saint-Quentin. Vue nord-ouest.
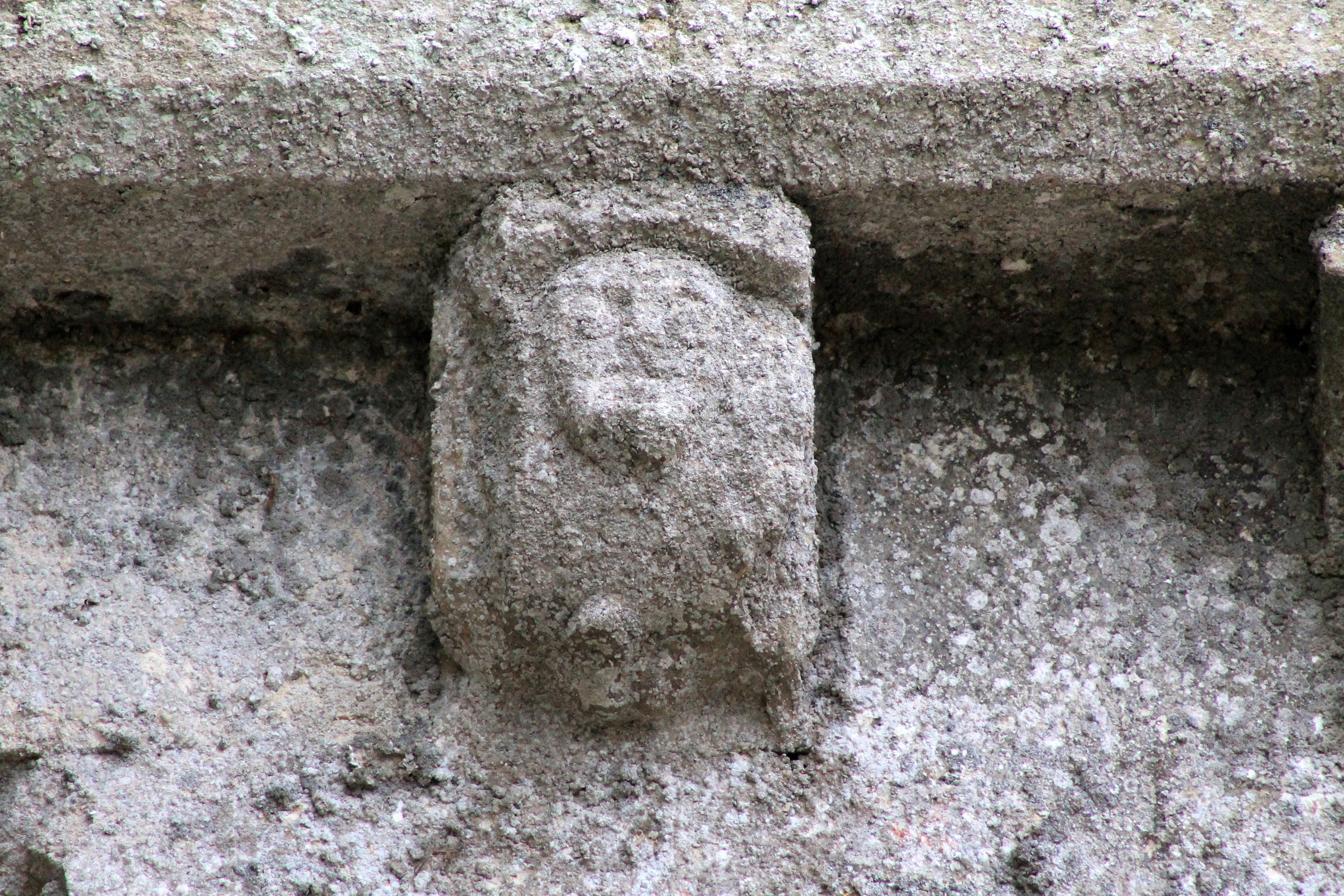
Un modillon sur l’église Saint-Quentin.
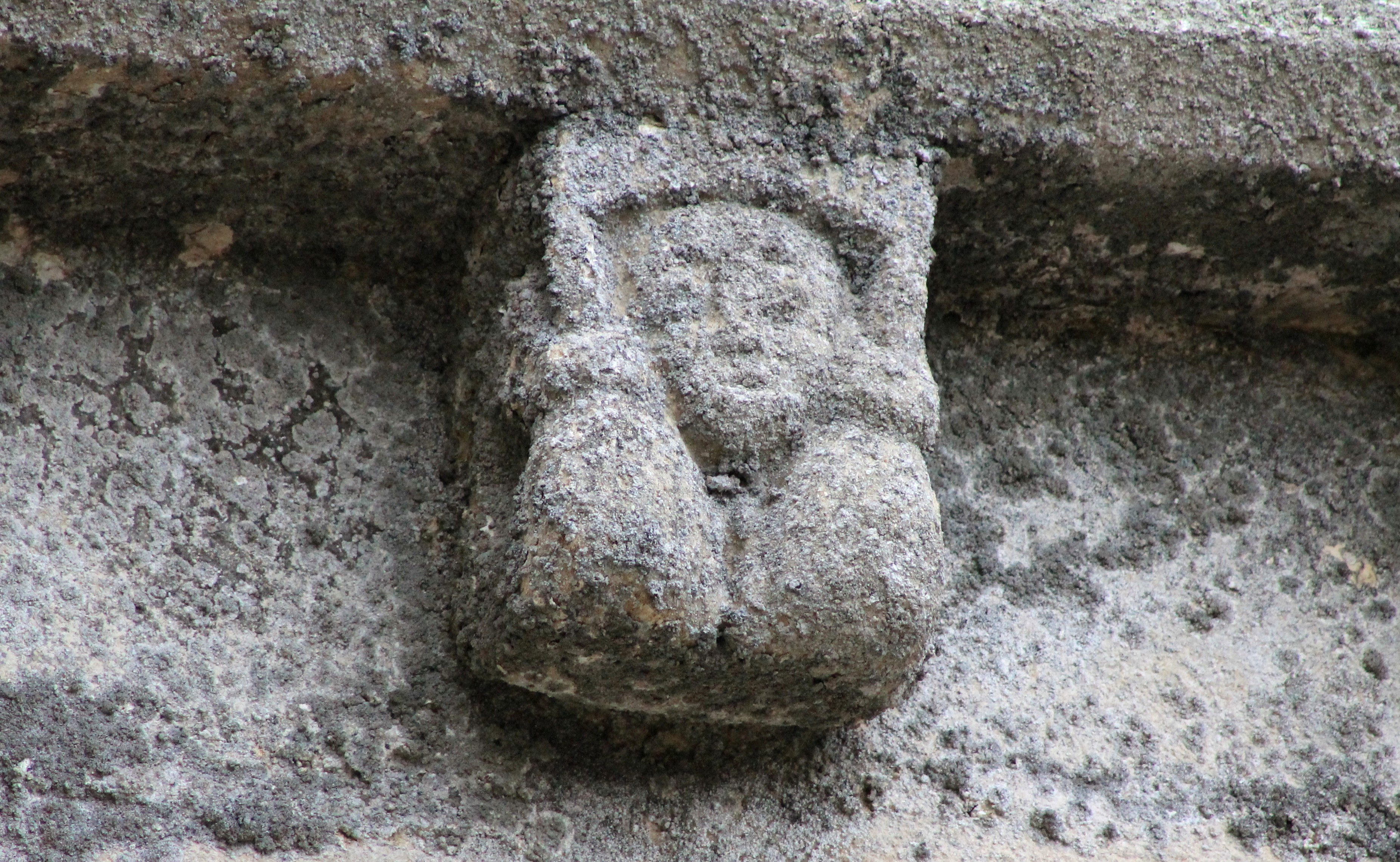
Un modillon sur l’église Saint-Quentin.
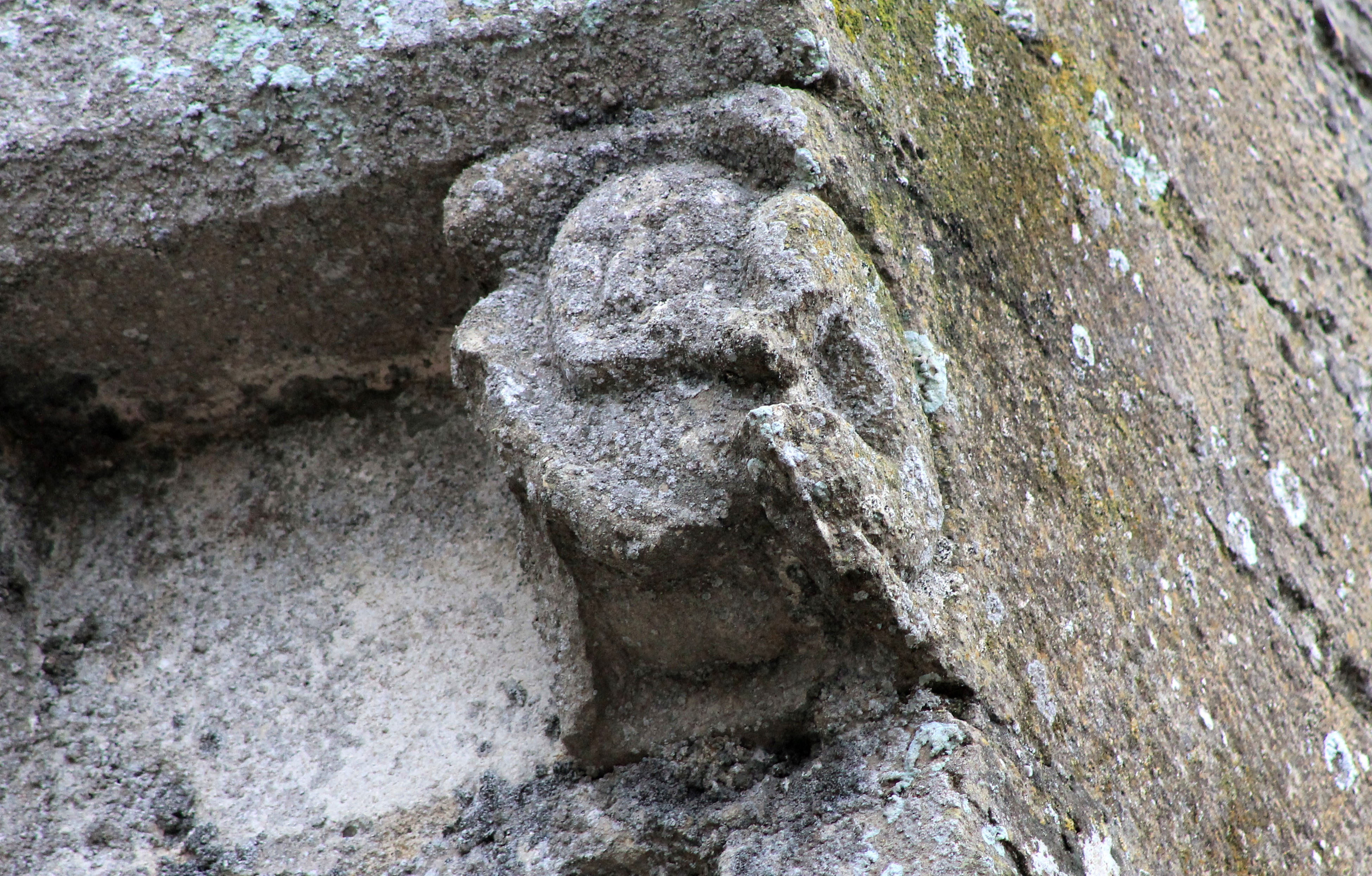
Un modillon sur l’église Saint-Quentin.
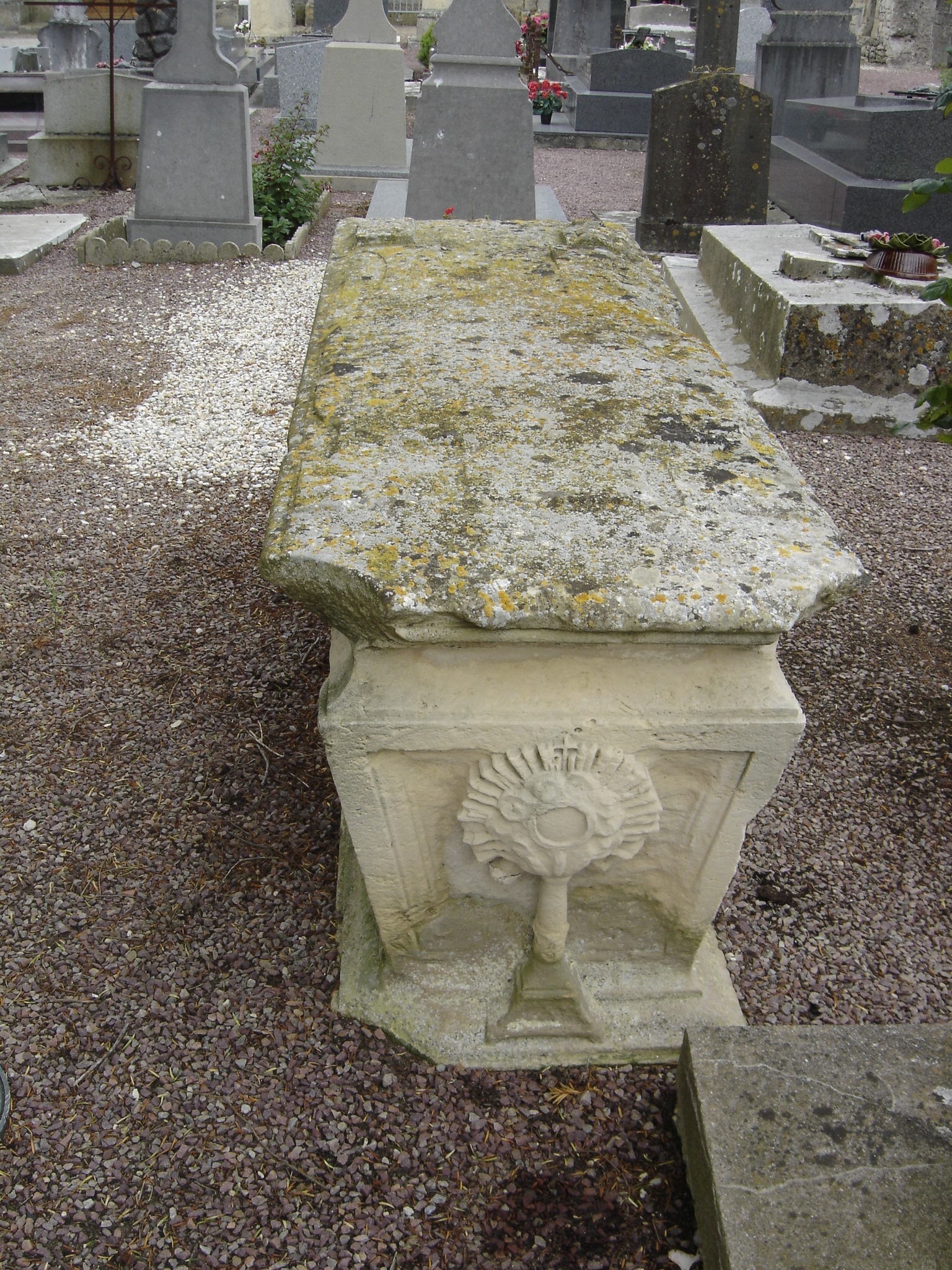
Une tombe pseudo-sarcophage du XIXe siècle, avec ostensoir.